# 溫如玉
溫如玉（？—？），字孟純，號少谷，湖廣鄖陽府鄖縣人，民籍，明朝政治人物。

## 生平
嘉靖二十八年（1549年）己酉科湖廣鄉試第九十名舉人。嘉靖三十二年（1553年）中式癸丑科會試第二百六十一名，三甲第六名進士。通政司观政，授行人。四十一年七月考选，授山东道試御史，四十四年巡按陕西，劾巡抚吴志夔令閑住，隆慶元年（1567年）复劾延绥巡抚王遴去职，二年十月升山东副使。

## 家族
曾祖溫聰，壽官；祖父溫淮；父溫昕，母左氏。弟如春（生员）、如泉、如璧、如璽。